# 都柏林理工大学
都柏林科技大學（Technological University Dublin；縮寫：TU Dublin），或譯都柏林理工大學，是位於愛爾蘭都柏林的一所理工大學，2019年1月1日成立，是愛爾蘭共和國的第八所大學、也是第一所科技大學。
它由愛爾蘭的都柏林理工學院、塔拉理工學院和布兰查尔斯敦理工学院三所理工學院合併而成，學生人數約3萬，是愛爾蘭第二大大學，僅次於都柏林大學學院。